# ایو کوری
ایو دنیس کوری لبوز (فرانسوی: Ève Denise Curie Labouisse‎؛ ۶ دسامبر ۱۹۰۴ – ۲۲ اکتبر ۲۰۰۷) نویسنده، خبرنگار و پیانیست فرانسوی-آمریکایی بود. ایو کوری، دختر کوچک‌تر ماری کوری و پیر کوری بود. خواهر و شوهرخواهر او ایرن کوری و فردریک ژولیو کوری بودند. ایو تنها عضو خانواده بود که دانشمند نشد و جایزهٔ نوبلی نیز دریافت نکرد. اما همسرش هنری ریچاردسون لبوز موفق به دریافت جایزهٔ صلح نوبل به نمایندگی از یونیسف گردید. او خبرنگار بود و کتاب‌هایی نظیر بیوگرافی مادام کوری و سفری در میان جنگجوها با مضمون جنگ را نوشت.

## زندگی‌نامه
دنیس کوری ۶ دسامبر۱۹۰۴ در پاریس به دنیا آمد. او به هنگام مرگ پدرش، پیر کوری، ۲سال داشت و به همین دلیل خاطره‌ای از او نداشت. پس از مرگ پیر کوری، ماری کوری و دخترانش برای مدتی تحت سرپرستی پدربزرگ پدریشان، دکتر یوجن کوری قرار گرفتند. وقتی یوجن در سال ۱۹۱۰ درگذشت، ماری کوری مجبور شد فرزندانش را با کمک دولت بزرگ کند. ایو کوری بعدها اعتراف کرد که در کودکی با کمبود توجه کافی از طرف مادرش رو به رو بوده است ولی بزرگ‌تر که شد رابطهٔ عاطفی محکمی با مادرش برقرار کرد. ماری اهمیت زیادی برای پیشرفت هر دو فرزندش در رشته‌های مورد علاقه‌شان قائل بود. ایرن، راه مادر را در پیش گرفت و به دانشمندی برجسته تبدیل شد، ایو بیشتر به هنر و ادبیات علاقه داشت و حتی به عنوان یک کودک استعداد خاصی را در موسیقی به نمایش گذاشت. در هر شرایط هوایی، آن‌ها راه‌های طولانی را پیاده می‌رفتند یا دوچرخه سواری می‌کردند. آن دو در تابستان به شنا می‌رفتند و ماری ابزار ژیمناستیک را در باغ خانه نصب کرده بود. ایو و ایرن همچنین خیاطی، باغبانی و آشپزی را آموختند. با این که دخترها ملیتی فرانسوی داشتند و زبان نخست آن‌ها فرانسوی بود، (ایو بعدها شهروند آمریکا شد) ولی با زبان لهستانی نیز آشنا شدند. در ۱۹۱۱ از لهستان دیدن کردند که در آن زمان تحت سلطهٔ روسیه بود. مهم‌ترین هدف این دیدار، دیدن خواهر ماری، برونیسواوا دوسکا، بود.

## آخرین سال‌های زندگی
بعد از مرگ همسرش در ۱۹۸۷، ایو در شهر نیویورک زندگی کرد. او فرزندی از همسرش فردریک نداشت و فرزندخواندهٔ او آن پرتز (حاصل ازدواج اول فدریک) به دیدن او می‌رفت. در دسامبر ۲۰۰۴، ایو تولد صدسالگی خود را جشن گرفت و به سبب این مناسبت، دبیرکل وقت سازمان ملل متحد، کوفی عنان به ملاقات او رفت. رئیس‌جمهوری وقت آمریکا، جرج دبلیو بوش و رئیس‌جمهور فرانسه ژاک شیراک تولد او را تبریک گفتند. در ژوئیه ۲۰۰۵، ایو به خاطر فعالیت‌هایش در یونیسف موفق به دریافت لقب لژیون دونور شد. او گاهی به شوخی می‌گفت که باعث شرمندگی خانواده‌اش شده است: «پنج جایزهٔ نوبل در خانوادهٔ من وجود دارد، دو تا برای مادرم، یکی برای پدرم، یکی برای خواهر و شوهرخواهرم و یکی برای همسرم و تنها من موفقیتی به دست نیاورده‌ام.»
ایو کوری در ۲۲ اکتبر ۲۰۰۷ در اقامتگاهش در ساتن پلیس منهتن، در خواب درگذشت. او هنگام مرگ ۱۰۲ سال داشت.
آن ونمن، مدیر اجرایی یونیسف پس از مرگ او گفت:
خانم لبوز بانویی با استعداد و حرفه‌ای بود که از مهارت‌هایش برای پیشرفت صلح و توسعه بهره برد. هنگامی که همسرش مدیریت یونیسف را به عهده داشت، او نقش مهم و فعالی را در سازمان برعهده داشت، همراه همسرش به مکان‌های دور و طاقت‌فرسا سفر می‌کرد تا مدافع کودکان باشد و از کارکنان یونیسف حمایت کند و مایهٔ دلگرمی‌شان باشد. انرژی و تعهدی که او برای بهتر کردن دنیا داشت باید برای ما الهام‌بخش باشد.